# 선그레이징 혜성

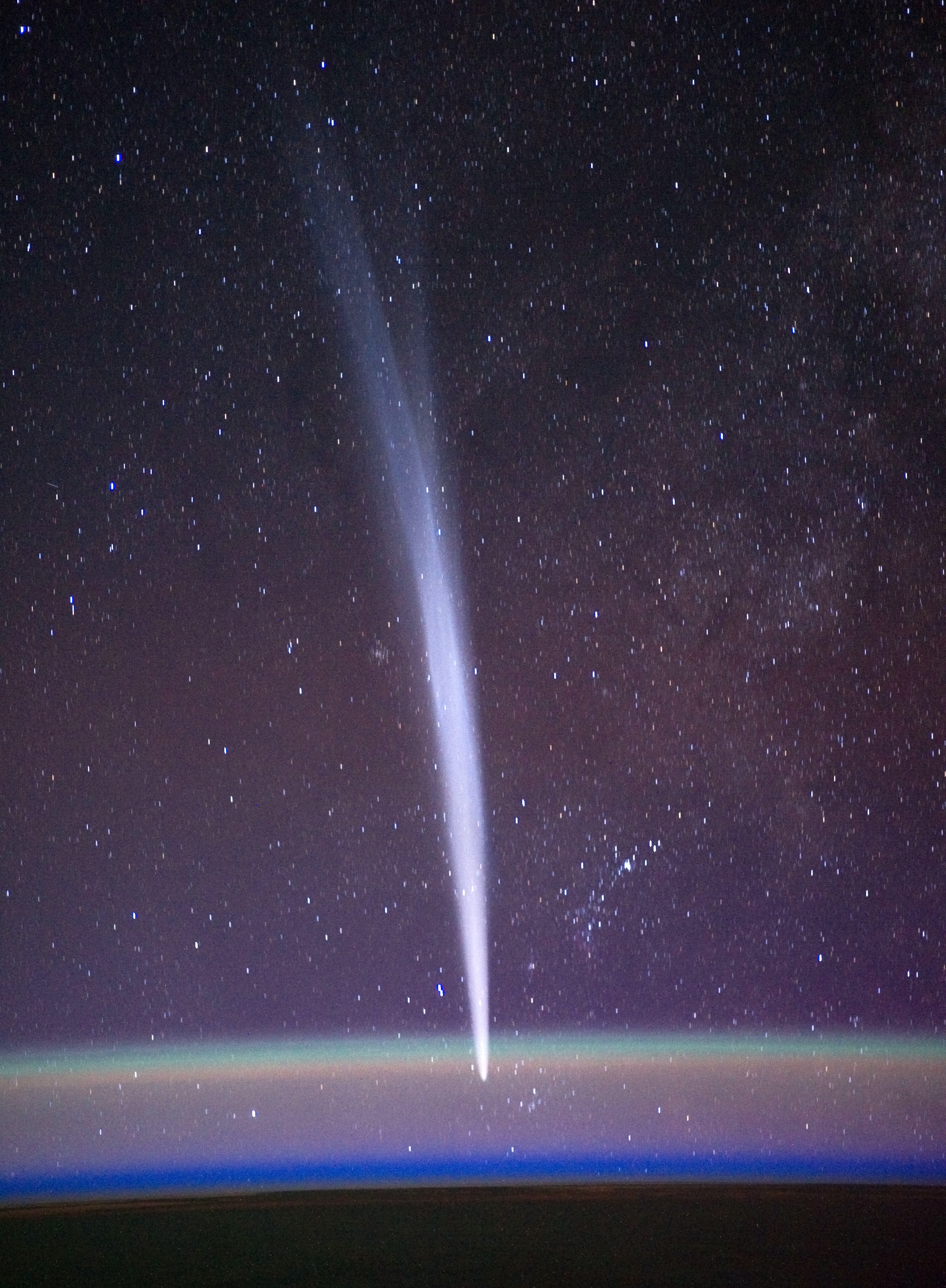

선그레이징 혜성(영어: Sungrazing Comet) 또는 선그레이저는 근일점에서 태양에 극히 가깝게 통과하는 혜성이다. 때로는 태양 표면에서 수천 킬로미터 떨어진 곳까지 접근하기도 한다. 크기가 작은 선그레이징 혜성은 이처럼 가까이 다가서면서 태양의 열로 인해 완전히 증발할 수 있고, 큰 선그레이징 혜성은 이후에도 남은 부분이 존재할 수 있다. 그러나 이들은 태양의 강력한 기조력으로 인해 산산조각 날 수 있다.

## 크로이츠 선그레이저
가장 유명한 선그레이징 혜성은 크로이츠 선그레이징 혜성족이다. 이들은 원래 커다란 혜성 하나였지만 내행성 궤도를 통과하면서 태양의 기조력 때문에 여러 개로 산산조각난 것이다. 아리스토텔레스와 에포로스가 기원전 371년에 보았던 밝은 혜성을 이 크로이츠 선그레이저의 모체가 되었던 거대 혜성으로 짐작하고 있다.
1843년, 1882년 대혜성과 1965년 이케야-세키 혜성 모두 앞에서 말한 거대 혜성이 쪼개진 조각들로 추측된다. 세 혜성 모두 대낮에 태양 옆에서 눈에 간신히 보일 정도로 밝았으며, 이는 보름달의 밝기를 압도할 정도이다.
1995년 소호 위성 발사 이래 수백개에 이르는 크로이츠 선그레이저가 발견되었는데, 이들 모두 근일점 통과시 태양의 기조력에 의해 박살나거나, 아니면 태양 대기 속으로 뛰어들어 흔적도 없이 사라져 버렸다. 크로이츠 혜성족(族)은 예전에 예상했던 것보다 확연히 덩치가 큰 것으로 드러났다. 과거에 나타났던 거대한 크로이츠 혜성이 다시 내행성 궤도에 나타나는 것을 관측할 가능성은 단지 시간문제로 보인다.

## 다른 선그레이저들
소호 위성이 관측한 선그레이저 90퍼센트 정도는 크로이츠 혜성이었다. 나머지 10퍼센트에는 산발 선그레이저, 크라흐트족, 크라흐트 2a, 마즈든, 마이어군(群) 등이 있다. 마즈든, 크라흐트군 둘 다 96P/맥홀츠 혜성과 연관이 있는 것으로 보인다. 96P/맥홀츠는 사분의자리 유성우, 양자리 유성우의 모체이기도 하다.

## 선그레이징 혜성의 기원
궤도경사각이 크면서 근일점 거리가 2 천문단위보다 가까운 혜성들은 태양과 수없이 스쳐 지나가면서 중력적 섭동에 의해 점점 태양과 가까워지게 된다는 것이 연구 결과 밝혀졌다. 한 논문에 의하면 헤일-밥 혜성이 선그레이저 혜성이 될 확률은 약 15퍼센트 정도일 것이라고 한다.